# Adelieledone polymorpha
Adelieledone polymorpha — вид головоногих из семейства Megaleledonidae подотряда Incirrina отряда осьминогов
Максимальная длина тела 20 см, длина мантии 6 см. Обитают в Атлантической Антарктике: Антарктида, Южная Георгия и Южные Оркнейские острова. Донный вид, встречаются на глубине от 116 до 840 м. Известные естественные враги: патагонский клыкач, тюлень Уэдделла и южный морской слон. Вид считается находящимся вне опасности, объектом промысла не является.